# Wyższa Szkoła Intendentury
Wyższa Szkoła Intendentury (WSInt.) – wyższa szkoła Wojska Polskiego II RP w latach 1919–1939.

## Geneza
Szkolenie oficerów intendentów rozpoczęło się już w 1919 r. na specjalnych kursach unifikujących, organizowanych dorywczo w celu ujednolicenia wyszkolenia i działania oficerów przyjętych do Wojska Polskiego z trzech zaborów aby zapewnić Siłom Zbrojnym szefów i kierowników służb intendentury w okresie organizacji Sił Zbrojnych, aż do czasu sformułowania zadań administracji wojskowej w dekrecie i wydania przepisów opartych na ustawach wojskowych. Szkolenie oficerów intendentury było prowadzone od drugiej połowy 1919 r. w Szkole Sztabu Generalnego.

## Historia szkoły
Szkolenie pokojowe rozpoczęło się z dniem 1 listopada 1921 roku kiedy to Minister Spraw Wojskowych, generał porucznik Kazimierz Sosnkowski powołał do życia Wyższą Szkołę Intendentury, jako samodzielny wydział Szkoły Sztabu Generalnego (od 1922 roku – Wyższa Szkoła Wojenna). Należała ona organizacyjnie do Wyższej szkoły Wojennej, której komendant był jednocześnie komendantem WSInt. Szkoła została utworzona na podstawie „organizacji służby intendentury na czas pokoju” z sierpnia 1921 roku oraz na bazie Kierownictwa Kursu Intendenckiego, które z dniem 1 października 1921 roku przeformowało się w Wyższą Szkołę Intendentury. Adiutantura szkoły mieściła się na Krakowskim Przedmieściu 64 w Warszawie. Komendantowi podlegał zastępca – dyrektor nauk WSInt. (pułkownik intendent) wraz z ośmioma oficerami (sześciu wykładowców i dwóch gospodarzy klasy). Wzorem przy tworzeniu Szkoły była pod względem organizacyjnym i w zakresie nauk odpowiednik francuski – Ekole Superieure de l’Intendence w Paryżu. Komendant Wyższej Szkoły Wojennej sprawował także zwierzchni nadzór nad działalnością naukową szkoły. Na stanowisko komendanta szkoły został wyznaczony gen. ppor. Józef Wencel. 2 listopada 1921 roku naukę rozpoczęło czterdziestu dwóch oficerów.
Zadaniami nałożonymi na WSInt. były:
1. Przygotowanie kadr na stanowiska w służbie intendentury na szczeblu centralnym, doradców fachowych w sztabach i wyższych dowództwach, specjalistów we władzach i organach administracji państwowej związanych ze współpraca z armią.
2. Danie słuchaczom niezbędnej wiedzy kwatermistrzowskiej.
3. Sprawdzanie postępów nauki słuchaczy.
4. Organizowanie kursów dla kwatermistrzostw pułków, oficerów odbioru technicznego materiałów niezbędnych armii, komendantów wykonawczych służby intendentury.
W piątek 4 maja 1923 roku szkołę wizytował marszałek Francji Ferdinand Foch.
16 kwietnia 1925 roku absolwenci Kursu Normalnego 1922-1924 zostali przeniesieni do korpusu oficerów intendentów z równoczesnym przeniesieniem do kadry oficerów służby intendentury i pozostawieniem na dotychczas zajmowanych stanowiskach służbowych.
17 czerwca 1925 roku powołano 20 oficerów na Specjalny Kurs Doszkolenia Oficerów Sztabowych Intendentów przy Wyższej Szkole Intendentury. Kurs trwał do 30 października 1926 roku. Celem kursu było uzupełnienie wiedzy fachowej oraz ujednolicenie metod pracy oficerów sztabowych intendentów, którzy z racji pełnionych funkcji nie mogli być powołani na normalny kurs doszkolenia. Słuchacze, po pomyślnym zdaniu wszystkich egzaminów, otrzymali – dyplom naukowy oficera intendenta.
2 listopada 1925 roku rozpoczął się jednoroczny Kurs Doszkolenia przy Wyższej Szkole Intendentury.
W 1926 roku z inicjatywy absolwentów powstało czasopismo „Przegląd Intendencki”.
Z dniem 1 kwietnia 1932 roku Wyższa Szkoła Intendentury pozostawała w Wyższej Szkole Wojennej pod nazwą „Wyższa Szkoła Wojenna – kurs Intendentów”. 19 października 1931 roku kurs intendentów ukończyło 12 oficerów.

## Profil kształcenia
Uczelnia kształciła oficerów, którzy pragnęli poświęcić się w służbie intendenckiej na stanowiskach kierowniczych. W pierwszych latach jej istnienia kształciło się na dwuletnim kursie 40 oficerów. W latach późniejszych, na skutek braku kandydatów, liczna słuchaczy uległa zmniejszeniu. Tryb przyjmowania oficerów na studia był podobny jak w Wyższej Szkole Wojennej.
Program studiów WSInt. obejmował trzy grupy zagadnień: przedmioty ogólne, przedmioty fachowe, przedmioty wojskowe (dział ostatni był ściśle oparty na studiach w WSWoj.).
W toku studiów w latach dwudziestych słuchacze studiowali nauki prawne, ekonomiczne, handlowe i techniczne. W latach późniejszych szkolenie zawierało zaznajomienie słuchaczy z zasadami dowodzenia na szczeblu operacyjnym, słuchacze studiowali taktykę ogólną i rodzajów wojsk oraz operacyjną służbę sztabów, armie obce, historie i geografię wojenną. Słuchacze odbywali kilkumiesięczne praktyki w jednostkach, podróże do okręgów przemysłowych i fabryk przemysłu zbrojeniowego. Uczestniczyli w grach wojennych i pisali prace dyplomowe.
Po ukończeniu studiów otrzymywali tytuł oficera-intendenta oraz dyplom naukowy, uprawniający do zajmowania stanowisk I kategorii w państwowej służbie cywilnej. W latach późniejszych otrzymywali dyplom oficera intendenta dyplomowanego, a po ostatniej zmianie oficera intendenta z wyższymi studiami wojskowymi.
W pierwszym okresie kształcenia tj. do roku 1930 włącznie, na okres studiów składały się: jeden rok przygotowawczy dla kandydatów do egzaminów: wstępnego pisemnego i ostatecznego ustnego, dwa lata studiów w Szkole, włącznie z egzaminami, dwa lata praktyki w jednostkach organizacyjnych w służbach intendentury, po czym absolwent otrzymywał dyplom.
W latach 1930–1939 studia w WSInt. obejmowały dwa egzaminy eliminacyjne na tematy ogólne, po czym był kurs przygotowawczy i następująca po nim półroczna praktyka. Dopiero wtedy powoływano kandydata na dwuletni kurs, czyli łączny okres studiów trwał trzy lata.
Niezależnie od studiów na normalnych kursach WSInt. organizowała roczne kursy doskonalenia na wzór kursów w Szkole Sztabu Generalnego. Na kursy powoływano oficerów intendentów posiadających dłuższa praktykę na stanowiskach kierowniczych oraz ukończone studia cywilne jak: prawo, studia techniczne, dyplomy doktorów, magistrów lub inżynierów. Ogółem kursów doskonalenia było cztery.
Ilościowo poszczególne promocje i kursy doskonalenia przedstawiają się następująco: I i II kurs doskonalenia intendentów w jednostkach – 57 słuchaczy, cztery jednoroczne kursy doskonalenia – 12 słuchaczy, I promocja WSInt. – 41 słuchaczy, II promocja – 38 słuchaczy, III promocja – 30 słuchaczy, IV promocja – 41 słuchaczy, V promocja – 16 słuchaczy, VI promocja – 16 słuchaczy, VII promocja – 15 słuchaczy, VIII promocja – 14 słuchaczy, IX promocja – 9 słuchaczy, X promocja – 33 słuchaczy, XI promocja – 35 słuchaczy, XII promocja – 28 słuchaczy, XIII promocja – 11 słuchaczy, XIV promocja – 24 słuchaczy. W sumie: na normalnych dwuletnich kursach wyszkolono 351 słuchaczy, na wojennych i doskonalących 169 słuchaczy, co daje łącznie 520.

## Znak naukowy
17 września 1934 roku minister spraw wojskowych ustanowił znak naukowy dla absolwentów Kursu Intendentów Wyższej Szkoły Wojennej. Srebrny orzeł stojący na monogramie „WSW – INT” (Wyższa Szkoła Wojenna Intendentury). Orzeł i monogram umieszczone wewnątrz owalnego wieńca laurowego o jednej, zewnętrznej warstwie liści.Wieniec zamknięty u góry, u dołu związana szarfa w kształcie litery „X”. Odznaka jednoczęściowa ażurowa, srebrna lub srebrzona. Noszona zawsze na prawej kieszeni kurtki mundurowej.
Prawo noszenia znaku przysługiwało:
- absolwentom Kursu Intendentów Wyższej Szkoły Wojennej,
- absolwentom Wyższej Szkoły Intendentury,
- absolwentom Wydziału Intendentury Wyższej Szkoły Wojennej,
- absolwentom École Supérieure de Ľintendance w Paryżu w okresie po 1 listopada 1919 roku,
- absolwentom jednorocznych kursów doszkolenia Wydziału Intendentury Wyższej Szkoły Wojennej i Wyższej Szkoły Intendentury,
- oficerom intendentom dyplomowanym, którzy ukończyli kursy informacyjne Wydziału Intendentury Wyższej Szkoły Wojennej i Wyższej Szkoły Intendentury,
- absolwentom I Kursu Intendenckiego w roku 1919/1920,
- absolwentom École du Commissariat w Breście,
- oficerom intendentom dyplomowanym, którzy nie byli absolwentami żadnego z wymienionych wyżej kursów, lecz byli ich wykładowcami, dyrektorami nauk albo komendantami.

Począwszy od IX promocji, po ukończeniu kursu, znak naukowy nadawał komendant Wyższej Szkoły Wojennej na wniosek dyrektora nauk Kursu Intendentów Wyższej Szkoły Wojennej. Absolwentom poprzednich promocji i kursów znak nadawał szef Departamentu Intendentury MSWojsk.

## Kadra szkoły
Komendant
- gen. ppor. / gen. bryg. Józef Wencel (1921 – 30 IV 1927 → stan spoczynku)

Dyrektorzy nauk
- ppłk/płk KK Wiktor Romański (od IV 1923[16])
- płk int. Julian Koźmiński (p.o. od V 1925[17])
- ppłk int. Henryk Stypułkowski (od V 1927[18])
- płk int. mgr Władysław Kościelny (do 1939)

Wykładowcy i asystenci
- płk int Seweryn Borsuk (od IV 1923[16])
- mjr int. Wacław I Wilczyński (p.o. od V 1927[18])

## Absolwenci
- Adolf Dostal
- Tadeusz Gutkowski

| Wojskowy kurs intendencki | Wojskowy kurs intendencki                                 | Wojskowy kurs intendencki             |
| --- | --------------------------------------------------------- | ------------------------------------- |
| Kurs trwał od 15 listopada 1919 roku 24 marca 1920 roku. Ukończyło go 45 słuchaczy                                                                                    |                                                           |                                       |
| |                                                           |                                       |
| I Kurs doszkolenia dla intendentów dywizji |                                                           |                                       |
| Kurs trwał 28 dni w 1921 roku. Ukończyło go 27 słuchaczy. |                                                           |                                       |
| |                                                           |                                       |
| I Kurs doszkolenia dla intendentów dywizji |                                                           |                                       |
| Kurs trwał 28 dni w 1921 roku. Ukończyło go 30 słuchaczy. |                                                           |                                       |
| |                                                           |                                       |
| Kurs Normalny 1921-1923 (I promocja) |                                                           |                                       |
| Kurs trwał od 2 listopada 1921 roku do 15 września 1923 roku. Ukończyło go 41 słuchaczy.                                                                              |                                                           |                                       |
| Henryk Stypułkowski |                                                           |                                       |
| Kurs Normalny 1922-1924 (II promocja) |                                                           |                                       |
| Kurs trwał od 2 listopada 1922 roku do 15 sierpnia 1924 roku. Ukończyło go 38 słuchaczy.                                                                              |                                                           |                                       |
| kpt. gosp. Mieczysław Kordzik | Szefostwo Intendentury Okręgu Korpusu Nr I                |                                       |
| mjr gosp. Kazimierz Partyka | Wydział Kwaterunkowy Dep. VII Intendentury MSWojsk.       |                                       |
| kpt. piech. Władysław Beker | Kierownictwo Rejonu Intendentury Biała-Bielsko            | 30 XI 1933 st. sp.                    |
| kpt. piech. Adam Leon Ciepiela | Szefostwo Intendentury Okręgu Korpusu Nr II               | PSZ na Zachodzie                      |
| kpt. piech. Ludwik Kubicki | Szefostwo Intendentury Okręgu Korpusu Nr VIII             | 31 VIII 1931 st. sp.                  |
| kpt. piech. Konstanty Nikolski | Kierownictwo Rejonu Intendentury Grodno                   | 31 XII 1935 st. sp., PSZ na Zachodzie |
| kpt. piech. Jan Franciszek Zych | Wydział Żywnościowy Dep. VII Intendentury MSWojsk.        |                                       |
| Kurs Normalny 1923-1925 (III promocja) |                                                           |                                       |
| Kurs trwał od 2 listopada 1923 roku do 15 sierpnia 1925 roku. Ukończyło go 30 słuchaczy                                                                               |                                                           |                                       |
| kpt. piech. Feliks Czernichowski |                                                           |                                       |
| kpt. piech. Stanisław I Kossecki | od 30 VI 1932 w stanie spoczynku                          | †27 X 1946 Ostoja                     |
| kpt. piech. Stanisław Ignacy Łukaczyński |                                                           |                                       |
| kpt. piech. dr Roman Szłapa | sędzia orzekający w WSO nr 9 w Brześciu                   | †1940 Bykownia                        |
| Kurs 1924-1926 (IV promocja) |                                                           |                                       |
| Kurs trwał od 2 listopada 1924 roku do 15 sierpnia 1926 roku. Ukończyło go 41 słuchaczy.                                                                              |                                                           |                                       |
| por. gosp. Włodzimierz Seweryn Dobrzański | p.o. kwatermistrza 3 Oddziału Służby Intendentury         | niemiecka niewola, Oflag VII A Murnau |
| kpt. gosp. Jan Janik | szef wydziału wyszkolenia Komendy Junackich Hufców Pracy  | †1940 Katyń                           |
| kpt. gosp. Rajmund Radłowicz vel Radlmacher-Petö | Departamnt VII MSWojsk.                                   | niemiecka niewola, Oflag VI E Dorsten |
| kpt. gosp. Stanisław Jan Tarnawski | Szefostwo Intendentury KOP                                |                                       |
| Kurs 1925-1927 (V promocja) |                                                           |                                       |
| Kurs trwał od 2 listopada 1925 roku do 15 sierpnia 1927 roku. Ukończyło go 16 słuchaczy.                                                                              |                                                           |                                       |
| kpt. piech. Stefan Mojżyszek | wojskowy prokurator okręgowy w Krakowie                   |                                       |
| Kurs 1926-1928 (VI promocja) |                                                           |                                       |
| Kurs trwał od 2 listopada 1926 roku do 15 sierpnia 1928 roku. Ukończyło go 16 słuchaczy                                                                               |                                                           |                                       |
| kpt. piech. Zygmunt Neuman-Nomarski |                                                           |                                       |
| kpt. adm. Ignacy Bazarnik | szef Wydziału Pieniężnego w Szefostwie Intendentury OK IV | †1940 Katyń                           |
| Kurs 1928-1930 (VII promocja) |                                                           |                                       |
| Kurs rozpoczął się 2 listopada 1928 roku. Z dniem 2 października 1930 roku absolwenci kursu zostali przydzieleni na praktyki intendenckie.                            |                                                           |                                       |
| kpt. int. Eugeniusz Klemens Józef Gaczoł |                                                           |                                       |
| kpt. kanc. Franciszek Rokosz |                                                           |                                       |
| Kurs 1930-1932 (VIII promocja) |                                                           |                                       |
| Kurs rozpoczął się 17 listopada 1930 roku. Z dniem 19 października 1932 roku absolwenci kursu zostali przydzieleni na praktyki intendenckie.                          |                                                           |                                       |
| kpt. adm. int. Czesław Henryk Jan Kolbusz |                                                           | niemiecka niewola                     |
| kpt. piech. Witold Orłowski |                                                           |                                       |
| Kurs 1932-1934 (IX promocja) |                                                           |                                       |
| Kurs rozpoczął się 3 listopada 1932 roku. Z dniem 1 listopada 1934 roku absolwenci otrzymali tytuły naukowe i przeniesienia do jednostek. Kurs ukończyło 9 słuchaczy. |                                                           |                                       |
| por. int. Antoni Marian Błaszczyński | szef służby intendentury 18 DP                            | †31 VIII 1951 więzienie mokotowskie   |
| por. int. Jan Edward Kniphauzen | kierownik referatu w SeKOR                                |                                       |
| por. int. Arkadiusz Matkowski | Szefostwo Intendentury Armii „Modlin”                     |                                       |
| por. int. Stefan Antoni Nalepa |                                                           | †6 XI 1989 Kraków                     |
| por. int. Witold Piasecki | Szefostwo Intendentury KOP                                | †1940 Charków                         |
| kpt. int. Władysław Jan Różański | szef służby intendentury 6 DP                             |                                       |
| por. int. Józef Tarnawski | szef służby intendentury 36 DP                            |                                       |
| por. int. Józef II Gołębiowski | kierownik referatu w Komendzie Junackich Hufców Pracy     |                                       |
| por. int. Marian Podraszko | szef służby intendentury Wielkopolskiej BK                | w niemieckiej niewoli                 |
| Kurs 1933-1935 (X promocja) |                                                           |                                       |
| por. int. Mieczysław Ługowski | szef służby intendentury 20 Dywizji Piechoty              | KW, niewola niemiecka                 |
| Kurs 1936-1938 (XII promocja) |                                                           |                                       |
| por. Tadeusz Stocki | Szefostwo Intendentury DOK IV                             | †3 XII 1993 Warszawa                  |
| Kurs 1937–1939 (XIII promocja) |                                                           |                                       |
| por. int. Bohdan Romuald Kowalski | szef służby intendentury 55 Dywizji Piechoty              | niemiecka niewola                     |
| por. int. Eugeniusz Jakub Goliszewski | Dowództwo Okręgu Korpusu Nr IV                            | †1940 Charków                         |
| por. Kazimierz Miahczyłowicz-Wolski |                                                           | †1940 Charków                         |
| por. int. Albert Tabortowski | Kwatera Główna 35 Dywizji Piechoty                        | †1940 Charków                         |
| kpt. armii łotewskiej Rudolf Jacobson |                                                           |                                       |
| Kurs doszkolenia 1923-1924 |                                                           |                                       |
| mjr int. Bolesław Konarski | referent w Departamencie X MSWojsk.                       | †1940 Charków                         |
| Kurs doszkolenia 1924-1925 |                                                           |                                       |
| kpt. piech. Stanisław Heller | zastępca szefa Intendentury KOP                           | †1 X 1933 Warszawa                    |
| Kurs doszkolenia 1925-1926 |                                                           |                                       |
| mjr Emil Holuka-Charzewski | od 30 IX 1930 w stanie spoczynku                          | †1944                                 |
| IV Kurs doszkolenia 1926–1927 |                                                           |                                       |
| ppłk Stanisław Leś |                                                           |                                       |
| ppłk Adam Kosiba | dowódca 1 Batalionu Administracyjnego                     |                                       |
| mjr Sylwester Stachiewicz | 10 Okręgowe Szefostwo Intendentury                        |                                       |